# شاندرا ستوروب
شاندرا ستوروب (بالإنجليزية: Chandra Sturrup) هي عداءة مسافات قصيرة بهاماسية ولدت في يوم 12 سبتمبر 1971، إختصت بسباقات ال100 متر و60 متر داخل الصالات، أبرز إنجازاتها تحقيقها الميداليات الذهبية هو فوزها بالميدالية الذهبية في سباق 4×100 متر تتابع في دورة الألعاب الأولمبية الصيفية 2000 في سيدني، كما فازت بالميدالية الفضية مع الفريق في دورة الألعاب الأولمبية الصيفية 1996 في أتالانتا، وعلى صعيد بطولات العالم تمكنت من تحقيق الميدالية الذهبية في سباق 4×100 متر بطولة العالم لألعاب القوى 1999 في إشبيلية وفازت بالميدالية الفضية مع الفريق في بطولة العالم لألعاب القوى 2009 في برلين، وعلى الصعيد الفردي فازت بالميدالية البرونزية في نهائي سباق 100 متر في بطولة العالم لألعاب القوى 2001 في إدمونتون في كندا وفازت بميدالية برونزية أخرى بنفس السباق في بطولة العالم لألعاب القوى 2003 في باريس، أفضل رقم سجلته في سباق ال100 متر هو 11.02 ثانية.

## روابط خارجية
- شاندرا ستوروب على موقع الاتحاد الدولي لألعاب القوى (الإنجليزية)
- شاندرا ستوروب على موقع الدوري الماسي (الإنجليزية)
- شاندرا ستوروب على موقع اللجنة الأولمبية الدولية (الإنجليزية)
- شاندرا ستوروب على موقع أوليمبيديا (الإنجليزية)
- شاندرا ستوروب على موقع اتحاد ألعاب الكومنولث (مؤرشف) (الإنجليزية)